# Měnič napětí
Měnič napětí je měnič, který slouží ke změně napětí napájecí soustavy. Pro měniče napětí se často také používá označení zdroj (nebo napájecí zdroj), přestože skutečným zdrojem elektřiny je generátor v elektrárně, nebo baterie.
- U střídavého napětí můžeme napěťovým měničem měnit
  - velikost (amplitudu) transformátorem,
  - usměrňovat ho na stejnosměrné napětí (usměrňovačem).
- U stejnosměrného napětí lze měnit pouze jeho velikost,
  - ovšem lze ho také zase rozkmitat (střídačem), což už ovšem těsně souvisí s měničem kmitočtu.

## Obecně
Pro přenos elektrické energie se používají vyšší napěťové hladiny, zatímco pro její použití jsou výhodnější spíše nižší úrovně. Na vyšší napěťové hladině stačí pro přenesení stejného výkonu nižší elektrický proud, což vede ke snížení ztrát a k možnosti použití tenčích vodičů (drátů) a úspoře materiálů. Naopak, vyšší napětí zvyšuje riziko úrazu elektrickým proudem, zvyšuje konstrukční nároky na dielektrickou pevnost izolace (nutnost zesílení) rozvodů a vedení, elektrických strojů, zařízení a přístrojů a je nevhodné pro telekomunikační techniku a elektroniku: Základním měničem pro účely přenosu elektrické energie je transformátor.
Elektrická rozvodná síť pracuje s napětím o frekvenci 50 Hz (EU) nebo 60 Hz (USA). Koncovým bodem rozvodné sítě je pro domácnost zásuvka se střídavým napětím 230V (EU) nebo 120V (USA). Takové napětí dokáže přímo využít jen část spotřebičů (přímotopy, klasické žárovky), ostatní spotřebiče obsahují měniče napětí. Koncové spotřebiče v domácnostech a v průmyslu dnes ve stále větší míře využívají polovodičové měniče napětí, jejichž využití často umožňují zmenšit rozměry, zlepšit užitné vlastnosti a zvýšit účinnost zařízení.

## Funkční dělení měničů napětí
Z hlediska funkce můžeme měniče dělit následovně:
- Usměrňovač (AC/DC měnič) převádí střídavé vstupní napětí a střídavý vstupní proud na stejnosměrné výstupní napětí a stejnosměrný výstupní proud
- Střídač (DC/AC měnič) převádí vstupní stejnosměrné napětí na výstupní střídavé napětí
- Měnič frekvence (AC/AC měnič) mění vstupní střídavé napětí jedné frekvence na výstupní střídavé napětí jiné frekvence
- Transformátor převádí vstupní střídavé napětí na výstupní střídavé napětí jiné velikosti a stejné frekvence
- DC-DC měnič převádí vstupní stejnosměrné napětí na výstupní stejnosměrné napětí jiné velikosti

V praxi se často setkáváme s kombinací různých druhů měničů. Například napájecí zdroj pro notebook v sobě může obsahovat diodový usměrňovač, následovaný DC-DC měničem. Diodový usměrňovač převede střídavé efektivní síťové napětí 230 V na stejnosměrné napětí velikosti zhruba 300 V. Toto napětí pak DC-DC měnič převádí na napětí obvykle okolo 20 V, kterým je napájen notebook.

## Technologické dělení měničů napětí
Z hlediska technologie můžeme rozdělit měniče napětí na dvě skupiny. První skupinu můžeme zjednodušeně označit jako klasické měniče (pracující na elektromagnetickém nebo elektromechanickém principu), druhou skupinu jako elektronické měniče (pracující na principu polovodičů). Klasické měniče prakticky vždy používají magnetické komponenty. Transformátory převádějí elektrickou energii na magnetický tok a ten poté zpátky na elektrickou energii. Rotační měniče (např. kombinace motor-generátor) využívají navíc při změně parametrů elektrické energie ještě točivý pohyb.
Nelze obecně říci, že by klasické měniče byly nemoderní a odsouzené k zániku a náhradě polovodičovými měniči.
V drtivé většině polovodičových měničů hrají nezastupitelnou roli vysokofrekvenční (nebo také pulsní) transformátory a jiné magnetické komponenty (tlumivky). Bez transformátoru nelze zajistit galvanické oddělení obvodů, nebo dobrou účinnost převodu napětí při velkých rozdílech napěťových hladin (například jedna ku deseti).

### Transformátor a rotační měnič

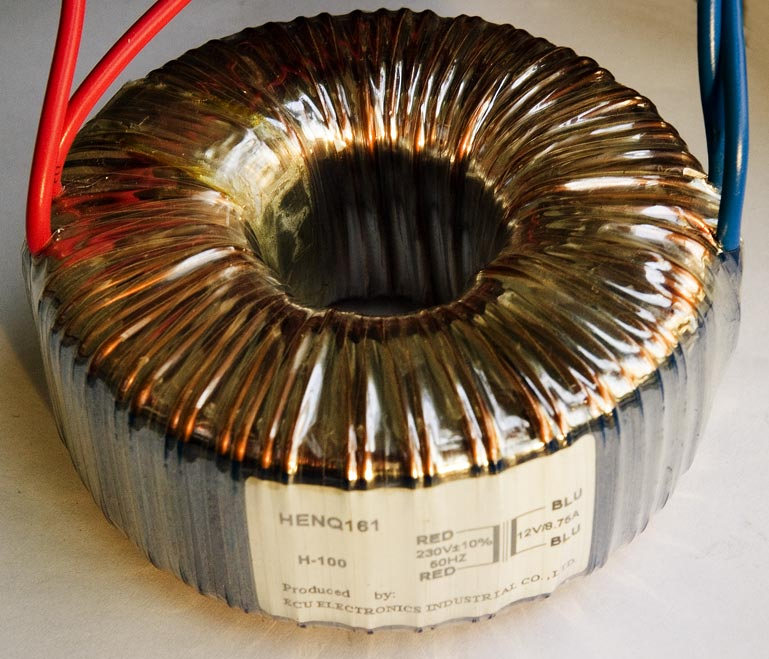
Toroidní transformátor 230 V 50 Hz/12 V 100 W, průměr 10 cm, hmotnost cca 2,5 kg

Jedním z nejjednodušších a nejstarších měničů napětí je transformátor. Ten ovšem dokáže pracovat pouze se střídavým proudem. Pro přeměnu stejnosměrného proudu lze použít rotační měnič, což je elektrický stroj složený ze stejnosměrného elektromotoru a generátoru na společné ose. Problémem rotačních měničů je nízká účinnost, hlučnost a potřeba údržby.
Běžné transformátory a rotační měniče pracující s běžným napájecím napětím o frekvenci 50 Hz bývají velmi rozměrné a těžké. To je dané tím, že pro nízké frekvence se železná jádra vedoucí magnetický tok rychle přesycují, takže jádra musí mít pro přenesení daného výkonu poměrně velké rozměry.
Používání nízké síťové frekvence je dané jednak tím, že v pionýrských dobách, kdy byly vytvářeny standardy, neuměl průmysl vyrobit magnetické a mechanické komponenty na technologické úrovni potřebné pro využívání vyšších frekvencí a otáček, jednak tím že nízké frekvence jsou výhodné pro provoz v průmyslu hojně využívaných pomaluběžných pohonů.

### Elektronické měniče napětí

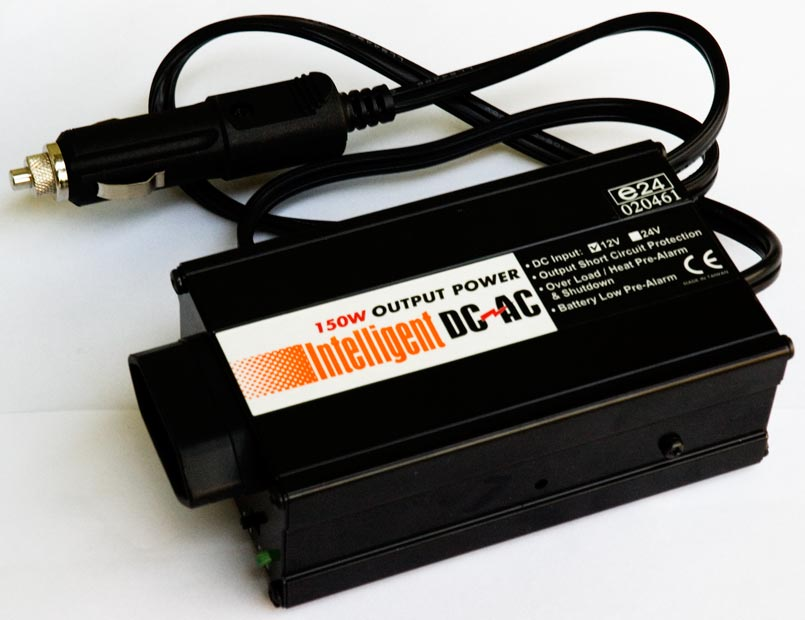
Měnič do auta 12/230 V 150 W, rozměry cca 12 x 7 x 4 cm, hmotnost cca 0,3 kg

Se zlepšujícími se parametry a klesající cenou výkonových polovodičových součástek roste využití elektronických zdrojů napětí. Můžeme to vidět například na zmenšování nabíječek mobilních telefonů, které byly zpočátku řešeny pomocí klasického transformátoru a jednoduchého usměrňovače, zatímco dnes jsou kvůli zmenšení rozměrů a dosažení lepších parametrů řešeny pomocí spínaných zdrojů.
Ve spotřební elektronice se často setkáme se spínanými zdroji (což je vlastně kombinace usměrňovače a jednoho nebo více DC-DC měničů. V průmyslu se navíc pro rozběhy a regulaci otáček motorů často využívají polovodičové frekvenční měniče (bývají také kvůli zapojení označovány jako střídače, neboť uvnitř se v podstatě jedna o spojenou dvojici usměrňovač-střídač).
Využití elektronických měničů napětí je omezeno tím, že současné výkonové polovodiče snesou napětí maximálně 2 až 3 kV, přičemž běžné výkonové polovodiče se pohybují na napěťových hladinách do 600 V.

#### Cestovní měniče napětí
Měniče napětí mohou být užitečné při cestování do destinací, kde má elektrická síť jiné parametry, nebo kde elektrická síť není zavedena. Při výběru měniče je třeba dávat pozor na to, jaký typ zařízení potřebujeme napájet. Například notebooky většinou zvládnou napájení v rozsahu 110 až 230V 50/60Hz, takže stačí mít správný kabel pro připojení do místní sítě, zatímco spotřebiče obsahující asynchronní motory mohou potřebovat měnič se značnou výkonovou rezervou.